# Castor de muntanya
El castor de muntanya (Aplodontia rufa) és un rosegador primitiu; malgrat el seu nom, ni té una relació propera amb els castors, ni viu sempre en zones muntanyoses. És l'única espècie vivent del seu gènere, Aplodontia, i la seva família, Aplodontiidae.